# Gouvernement Charles-Eugène Boucher de Boucherville (1)
Pour l’article homonyme, voir Gouvernement Charles-Eugène Boucher de Boucherville (2).
Québec
Gouvernement Gédéon Ouimet Gouvernement Henri-Gustave Joly de Lotbinière
Le mandat du gouvernement de Charles-Eugène Boucher de Boucherville, devenu premier ministre du Québec à la suite de la démission de son prédécesseur Gédéon Ouimet, s'étendit du 22 septembre 1874 au 8 mars 1878. Par la suite, Boucher de Boucherville redeviendra premier ministre de 1891 à 1892.

## Caractéristiques
Charles-Eugène Boucher de Boucherville appartient à l'aile ultramontaine du Parti conservateur, qui préconise la subordination de l'État aux intérêts de l'Église.C'est pourquoi le gouvernement abandonne certaines politiques des deux précédents premiers ministres. Ainsi abolit-il le ministère de l'Instruction publique. Un haut fonctionnaire administrera dès lors le système scolaire québécois, sans avoir à rendre compte à l'Assemblée législative. Les comités catholique et protestant ne sont que ses seuls supérieurs. Il faudra attendre les années 1960 pour voir un ré-engagement de l'État dans l'éducation.
Du point de vue économique, le gouvernement de Boucherville n'hésite pas à étatiser le Québec, Montréal, Ottawa et Occidental afin de construire le chemin de fer de la rive nord dont le projet est en veilleuse depuis vingt ans.
- Voir aussi Gouvernement Charles-Eugène Boucher de Boucherville (2)

## Chronologie
- 22 septembre 1874: assermentation du cabinet devant le lieutenant-gouverneur René-Édouard Caron
- 3 décembre 1874-22 février 1875: première session du gouvernement de Boucherville. Adoption d'une nouvelle loi électorale instaurant le scrutin secret et la tenue d'élections le même jour dans toutes les circonscriptions.
- Mai 1875: De Boucherville fait annuler l'échange du terrain des Tanneries dont le scandale a fait éclater le gouvernement Ouimet.
- 7 juillet 1875: Charles de Boucherville remporte les élections avec 43 députés conservateurs contre 19 libéraux et 3 indépendants.
- Automne 1875: lors d'une nouvelle session, abolition de la Loi sur l'Instruction publique.
- 1875 : Acte de rapatriement : on incite les Québécois ayant déménagé aux États-Unis à revenir au Québec peupler de nouveaux secteurs.
- Janvier 1876 : De Boucherville remanie entièrement son cabinet, à la suite de la démission de J. G. Robertson, déçu de la politique ferroviaire du gouvernement. Il le renforça en y faisant entrer des hommes non liés à l'ultramontanisme, tel Chapleau.
- Novembre 1876 : deuxième session de la Troisième législature. Le gouvernement annonce de nouveaux fonds pour aider les compagnies de chemin de fer à terminer leurs travaux.
- 13 décembre 1876: Luc Letellier de Saint-Just est nommé lieutenant-gouverneur par le gouvernement libéral fédéral d'Alexander Mackenzie.
- 1877: à la suite des pressions de Chapleau, le gouvernement décide de modifier le trajet du Québec, Montréal, Ottawa et Occidental (le chemin de fer de la rive nord du Saint-Laurent), Terrebonne étant préférée à Montréal comme terminus d'une des lignes.
- 26 janvier 1878: Montréal annonce qu'elle ne paiera pas les 660 000 $ de quote-part qu'elle doit encore.
- 20 février 1878: Québec adopte un projet de loi obligeant Montréal à payer ce qu'elle doit. Letellier de Saint-Just refuse de la sanctionner.
- 27 février 1878: dans une lettre à de Boucherville, Letellier lui reproche le manque de communication entre le gouvernement et lui.
- 2 mars 1878: le lieutenant-gouverneur annonce la destitution de De Boucherville, geste que l'on appellera plus tard le coup d'État de Letellier de Saint-Just.

## Composition
| Rôle                                                | Titulaire                              |
| --------------------------------------------------- | -------------------------------------- |
| Premier ministre                                    | Charles-Eugène Boucher de Boucherville |
| Secrétaire provincial                               | Charles-Eugène Boucher de Boucherville |
| Trésorier provincial                                | Joseph Gibb Robertson                  |
| Solliciteur général                                 | Auguste-Réal Angers                    |
| Procureur général                                   | Levi Ruggles Church                    |
| Commissaire de l'Agriculture et des Travaux publics | Pierre Garneau                         |
| Commissaire des Terres de la Couronne               | Henri-Gédéon Malhiot                   |

En 1876, le premier ministre remanie presque entièrement son cabinet :
| Rôle                                                | Titulaire                              |
| --------------------------------------------------- | -------------------------------------- |
| Premier ministre                                    | Charles-Eugène Boucher de Boucherville |
| Commissaire de l'Agriculture et des Travaux publics | Charles-Eugène Boucher de Boucherville |
| Secrétaire provincial                               | Joseph-Adolphe Chapleau                |
| Trésorier provincial                                | Levi Ruggles Church                    |
| Solliciteur général                                 | George Barnard Baker                   |
| Procureur général                                   | Auguste-Réal Angers                    |
| Commissaire des Terres de la Couronne               | Pierre Garneau                         |